# Opéra de la rue de Richelieu
Pour les articles homonymes, voir Opéra de Paris.
L'Opéra de la rue de Richelieu, ou salle Montansier, servit de salle d'opéra à Paris de 1794 à 1820. Situé à l'emplacement actuel du square Louvois, dans le 2e arrondissement, il donnait rue de Richelieu, alors rue de la Loi.

## Histoire

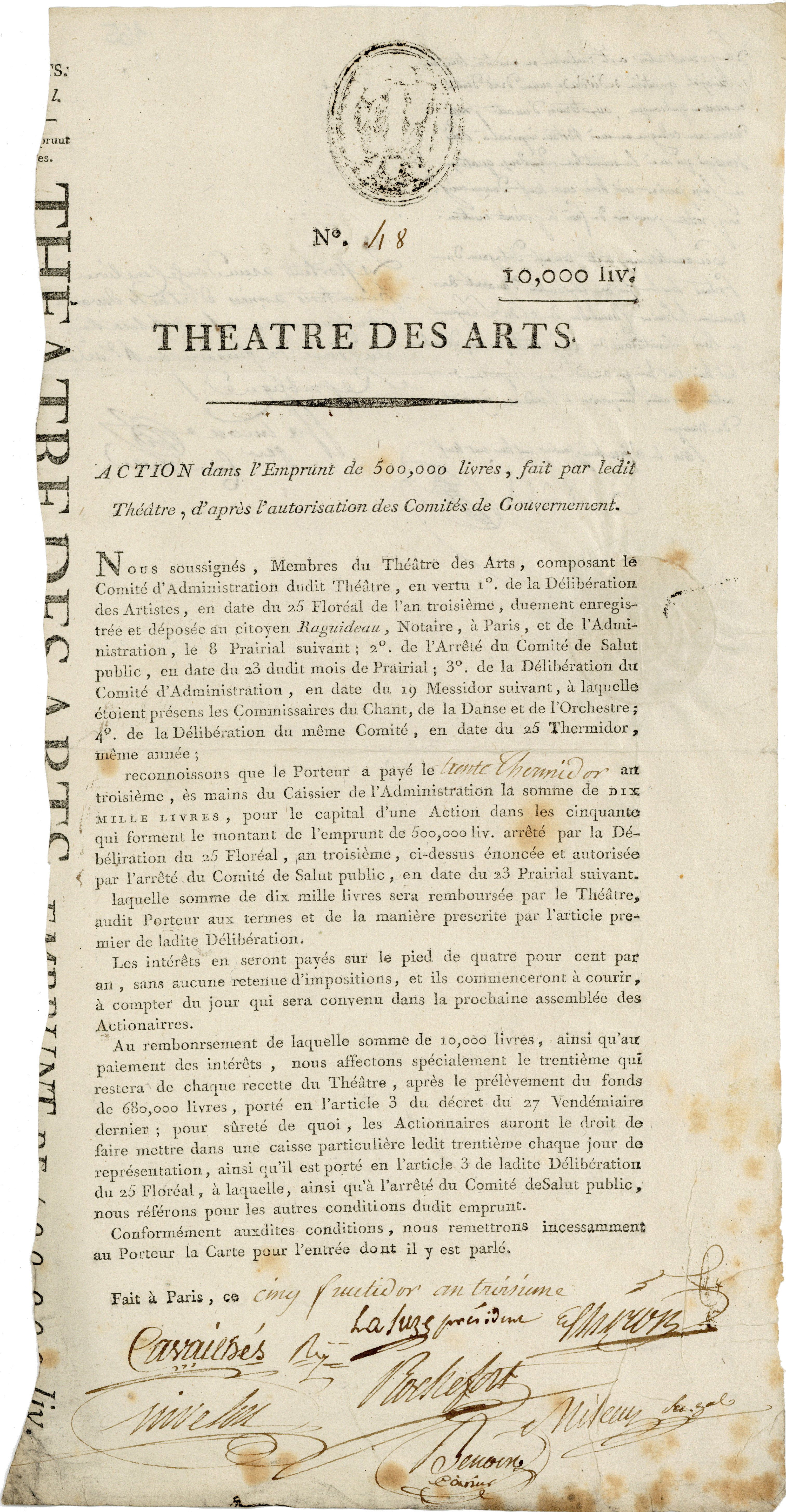
Action de 10.000 livres du Théâtre des Arts, une société antérieure à l'Académie royale (aujourd'hui Opéra Nationale de Paris), émise le cinq fructidor an troisieme (22 août 1795). Le capital de la société, d'un montant de 500.000 livres, était divisé en 50 actions.

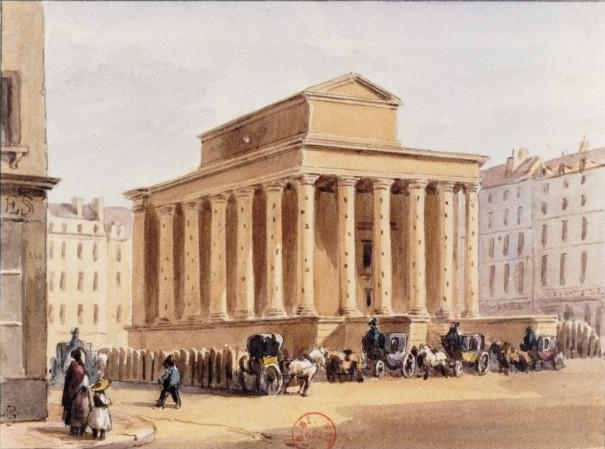
Le monument expiatoire qui remplaça pendant quelques années la salle Montansier, vers 1830.

Construite en 1792-1793 pour la Montansier, la salle est inaugurée le 15 avril 1793 sous le nom de « Théâtre-National » avant de prendre celui de « Théâtre des Arts ». Lorsque sa directrice est incarcérée durant la Terreur, le théâtre est mis à la disposition de l'Académie royale de musique (devenue « Opéra »), obligée de quitter la Porte-Saint-Martin. Le décret est publié le 14 avril 1794 et l'ouverture de la salle a lieu le 7 août suivant. Y sont notamment représentées La Flûte enchantée (première en France, en 1801) de Mozart et La Vestale (créée le 15 décembre 1807) de Spontini. Bonaparte, alors premier consul, échappe de peu à une machine infernale, rue Saint-Nicaise, en se rendant à la première audition de La Création de Joseph Haydn, le 14 décembre 1800. L'opéra était relié par une passerelle à l'ancien théâtre Louvois, situé de l'autre côté de la rue de Louvois, qui sert de magasin à l'académie royale après la fermeture du théâtre en 1808.
Louis XVIII ordonne la destruction de la salle après l'assassinat du duc de Berry le 13 février 1820. Le square Louvois est aménagé à son emplacement.

« La demoiselle de Montansier, déjà directrice d'un théâtre à Paris, avait fait construire, en 1793, dans la rue de Richelieu, sur les dessins de l'architecte Louis, un vaste théâtre qui fut intitulé « Théâtre-National », puis « Théâtre des Arts ». Elle y fit jouer des pièces nouvelles, dont le succès éveilla, dit-on, la jalousie de quelques autres théâtres. Cette directrice, accusée d'avoir fait bâtir cet édifice en face de la Bibliothèque nationale, exprès pour incendier ce précieux dépôt, fut emprisonnée. Devenue libre, elle réclama longtemps des indemnités et son théâtre, dont les acteurs de l'Opéra étaient déjà en jouissance. Les débats furent terminés le 5 messidor an III (25 juin 1795). Un décret de ce jour porte que la nation française devient propriétaire de ce théâtre, moyennant la somme de huit millions en assignats.
Cette vaste salle, isolée, commode, et dont le voisinage était dangereux pour la Bibliothèque, a continué néanmoins à servir aux représentations de l'Opéra, jusqu'au 13 février 1820, époque d'un événement affreux. Ce jour, à onze heures du soir, le duc de Berry, sortant de ce spectacle et conduisant la duchesse son épouse à sa voiture, fut assassiné par un nommé Louvel. Transporté dans une des salles de ce théâtre, ce prince mortellement blessé expira le lendemain à six heures du matin.
Cet édifice, innocent du crime, fut fermé, condamné à l'inactivité, ensuite à la démolition. En son lieu est une place, où un monument devait attester l'événement et la destruction de l'édifice. Ce monument, qui devait être une chapelle expiatoire, était déjà élevé en 1830 ; il restait à y faire les travaux d'ornement, à l'intérieur et à l'extérieur. La révolution de juillet changea la destination de cette place : on abattit cette chapelle, qui n'aurait perpétué que de tristes souvenirs, et on travailla à la remplacer par une fontaine monumentale. La place a été plantée d'arbres, décorée de trottoirs, et convertie ainsi en un lieu de promenade. »

## Sources
- Jacques-Antoine Dulaure, Histoire physique, civile et morale de Paris, Paris, Dutertre, 1853 (nouvelle édition), 4 vol., tome 4.
- Alfred Fierro, Histoire et Dictionnaire de Paris, Bouquins, Robert Laffont, 1996, p. 1033  (ISBN 2-221-07862-4)
- Albert de Lasalle, Les Treize Salles de l'Opéra, librairie Sartorius, 1875, ch. IX, Salle de la rue de Richelieu (1794), p. 179-228 ;  Texte en ligne